# Heinrich Fleißner
Heinrich Fleißner (* 27. Mai 1888 in Hirschberg (Saale); † 22. April 1959 in Leipzig) war ein deutscher Politiker (USPD/SPD/SED) und Polizeipräsident in Leipzig.

## Leben
Fleißner wurde als Sohn eines Gerbereiarbeiters in Hirschberg an der Saale als eines von acht Kindern geboren. Er besuchte die Volksschule und machte anschließend eine Glaserlehre. 1905, gerade 17-jährig trat er der SPD und der Gewerkschaft des Glaserverbandes bei. Von 1905 bis 1908 besuchte er regelmäßig Partei- und Gewerkschaftschulungen, um sein Wissen über die Grundlagen der Sozialdemokratie zu vertiefen.

## Politik und Beruf
Im Jahr 1909 ließ er sich in Leipzig nieder. Er fand eine Tätigkeit als Lagerhalter im Konsumverein Zwenkau. Später wurde zum Leiter der Filialen in Eythra und Lobstädt. In Lobstädt gründete er den ersten SPD-Ortsverein.
Von 1916 bis 1918 wurde er während des Ersten Weltkrieges an der Westfront als Fahrer bei der Artillerie eingesetzt.
Ende 1918 kehrte er nach Leipzig zurück, wo er Mitglied der USPD wurde, in der er rasch an Einfluss gewann.
Bereits im Frühjahr 1919 machte ihn Richard Lipinski zum Bezirks-Parteisekretär. Fleißner kehrte 1920 wieder in die SPD zurück und wurde Redakteur der Leipziger Volkszeitung. Von 1921 bis 1923 war er Stadtverordneter und brachte sich im Wesentlichen im Finanzausschuss ein. 1922 wurde Fleißner Vorsitzender des Bezirksvorstandes der Leipziger SPD. Im März/April 1923 wurde Fleißner durch den Ministerpräsidenten Erich Zeigner zum Polizeipräsidenten in Leipzig ernannt. Dieses Amt hatte er bis 1933 inne.
Nach der Machtübernahme durch die Nationalsozialisten verlor Fleißner sein Amt im März 1933. Sein Nachfolger wurde bis 17. März 1933 der bisherige Polizeipräsident von Dresden, Hans Palitzsch. Unmittelbar nach seiner Entlassung wurde er vom 4. April bis zum 20. Mai 1933 in Schutzhaft genommen. Danach war er mehrere Monate arbeitslos, ehe er 1934 bei einer Versicherung eine Anstellung fand. 1937 wurde er Geschäftsführer eines Backwarenbetriebes seines Sohnes.
Im Jahr 1935 fand er Anschluss an den von Stanislaw Trabalski geleiteten, illegalen Bezirksvorstand der SPD. Vor allem Fleißner war es zu verdanken, dass nach kurzer, gemeinsamer Haft mit Erich Zeigner und Stanislaw Trabalski (November/Dezember 1939) Kontakte zu sozialdemokratischen Gesinnungsfreunden wie Carlo Mierendorff und Julius Leber nach Berlin sowie zum liberal-konservativen Oppositionskreis um den ihn persönlich bekannten, früheren Leipziger Oberbürgermeister Carl Friedrich Goerdeler aufgenommen werden konnten. Nach dem gescheiterten Attentat vom 20. Juli 1944 auf Adolf Hitler wurde Fleißner erneut neben Stanislaw Trabalski, Erich Zeigner und weiteren Leipziger Sozialdemokraten am 22. Juli 1944 in das KZ Sachsenhausen verschleppt, in dem er bis zum 2. Oktober 1944 blieb.

## Nachkriegszeit
Am 19. April 1945 konnte er durch die amerikanischen Besatzungsbehörden wieder in das Amt des Polizeipräsidenten zurückkehren. Jedoch wurde ihm dieses Amt direkt nach der Machtübernahme durch die SMAD am 2. Juli 1945 wieder entzogen.
Nach der Zwangsvereinigung von SPD und KPD zur SED war Fleißner nur noch einfaches Mitglied der Partei. Im Zuge der fortschreitenden Stalinisierung in den Folgejahren wurde er am 15. April 1951 als „Söldling des amerikanischen Kapitals“ aus der Partei ausgeschlossen. In der Überzeugung, diese sozialistische Einheitspartei sei dem Untergang geweiht, erlag Fleißner am 22. April 1959 in seiner Leipziger Wohnung einem Herzschlag.